# Cessna T-37
O Cessna T-37 é um avião birreactor com trem de aterragem triciclo retráctil, bilugar lado-a-lado, designado pelo fabricante Cessna 318. Desenvolvido no início de 1950 como avião de instrução básica de pilotagem, para a Força Aérea dos Estados Unidos, foi exportado e usado na mesma função por diversas forças aéreas. Uma aeronave de apoio aéreo próximo e contra insurreição, apenas exteriormente semelhante (A-37 Dragonfly), foi desenvolvida com base no T-37C e usada amplamente na guerra do Vietaname.
Entrou para a história da aviação e para a sua restrita "galeria da fama" após mais de cinquenta anos de serviço operacional, durante os quais formou um número superior a 78 000 pilotos para a Força Aérea dos Estados Unidos, foi retirado oficialmente do inventário no dia 30 de julho de 2009.

## Desenvolvimento e projecto

### Introdução
Um dos factores primordiais no sucesso de uma força aérea no combate aéreo é a qualidade de treino dos seus pilotos, como inúmeras vezes ficou demonstrado nos conflitos ocorridos nos céus da Europa, Coreia, Vietname e Golfo Pérsico. O treino é a chave para a vitória, e começa com a instrução básica de pilotagem.

### Origens
No início de 1950 a Força Aérea dos Estados Unidos pretendia um avião de treino propulsionado a jacto, para o que abriu um programa e respectiva competição de fornecimento, designado TX (trainer Experimental). Alguns dos requisitos eram:
- Peso vazio até 1 820 kg afim de limitar os custos e a complexidade.
- Capacidade para executar 20 descolagens e aterragens num período de duas horas.
- Características de manobrabilidade próximas de um jacto moderno
- Excelente visão externa afim de permitir uma melhor orientação do aluno.
- Um tecto de serviço de 10 500 metros
- Velocidade e capacidade de manobra no solo adequadas a um aluno.

Estavam ainda requeridos outros objectivos ligados ao desempenho e pesos da aeronave, bem como alguns itens que eram deixados como opção do fabricante.

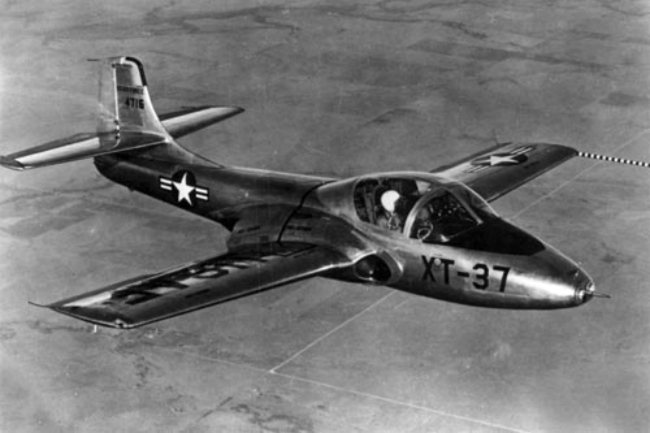
Protótipo XT-37 (54-716) no seu voo inaugural em 1954.

Em 1953 a Força aérea anuncia a vitória da Cessna Aircraft Company na competição TX, e três protótipos são encomendados, designados oficialmente pela USAF XT-37 e pelo fabricante modelo 318. o primeiro dos quais fez o seu voo inaugural a 12 de outubro de 1954. Era uma aeronave de asa recta, a célula toda em metal e com o aluno e o instrutor sentados lado a lado, contrariando a norma seguida até então na USAF, em que a regra era a utilização dos assentos em tandem, propulsionado por um par de reactores  continental/teledyne J-69 com 417 Kgf cada de impulso estático, montados na raiz das asas um de cada lado da fuselagem.

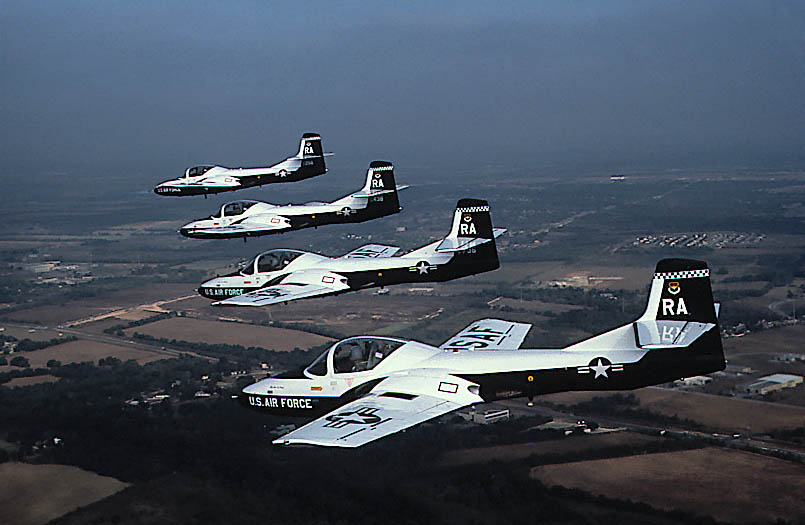
Quatro T-37B da USAF em voo de formação.

Durante os testes efectuados pelos três protótipos construídos (54-716/54-717/54-718), foram efectuados aproximadamente mil voos, os quais revelaram que o XT-37 conseguia uma velocidade máxima de 632 km/h a 10 600 metros de altitude, 1500 km de alcance máximo com 30 minutos de reserva, 12 200 metros de tecto de serviço e uma taxa inicial de subida 915 metros por segundo. Demonstraram ainda, que eram necessárias algumas modificações tendentes a atenuar a aptidão de queda , quando em voo rotacional, o que terá provocado a queda do primeiro protótipo (54-0716) no seu 215º voo. Assim foram efectuadas algumas alterações no desenho do cone do nariz e aplicadas aletas finas e estreitas ao longo do mesmo e em ambas as laterais, introduzida uma entrada de ar para ventilação do cockpit, redesenhadas as pontas das asas, estabilizadores horizontais e vertical de cauda com novas medidas e reposicionado, bem como novas entradas de ar para os motores, foram ainda deslocadas as luzes de aterragem para o nariz. Avaliadas as novas soluções que foram aprovadas, a Força Aérea Americana considerou a aeronave aceitável para as suas necessidades e foi iniciada a produção do modelo designado T-37A.

### O fim de uma era
No dia 31 de Julho de 2009 realizou-se uma cerimónia para marcar a despedida e o último voo oficial do T-37B ao serviço da Força Aérea dos Estados Unidos. Presidida pelo coronel Kevin Schneider comandante da octogésima ala de treino (80th FTW) que afirmou: "É realmente fenomenal pensar que um avião que voa há mais de cinquenta anos ainda consegue cumprir a sua missão; não deixo de pensar no B-52, a outra aeronave que também é portadora deste legado duradouro". A cerimónia terminou com uma única passagem de sete T-37B sobre a Base dirigindo-se para o seu destino final, o  309º Grupo de Manutenção Aeronáutica e Regeneração (309th Aerospace Maintenance and Regeneration Group) em Davis-Monthan, mais conhecido pelo acrónimo AMARG. No final de Agosto as últimas fuselagens seguiram por via terrestre para o mesmo destino, terminando tranquilamente uma era.

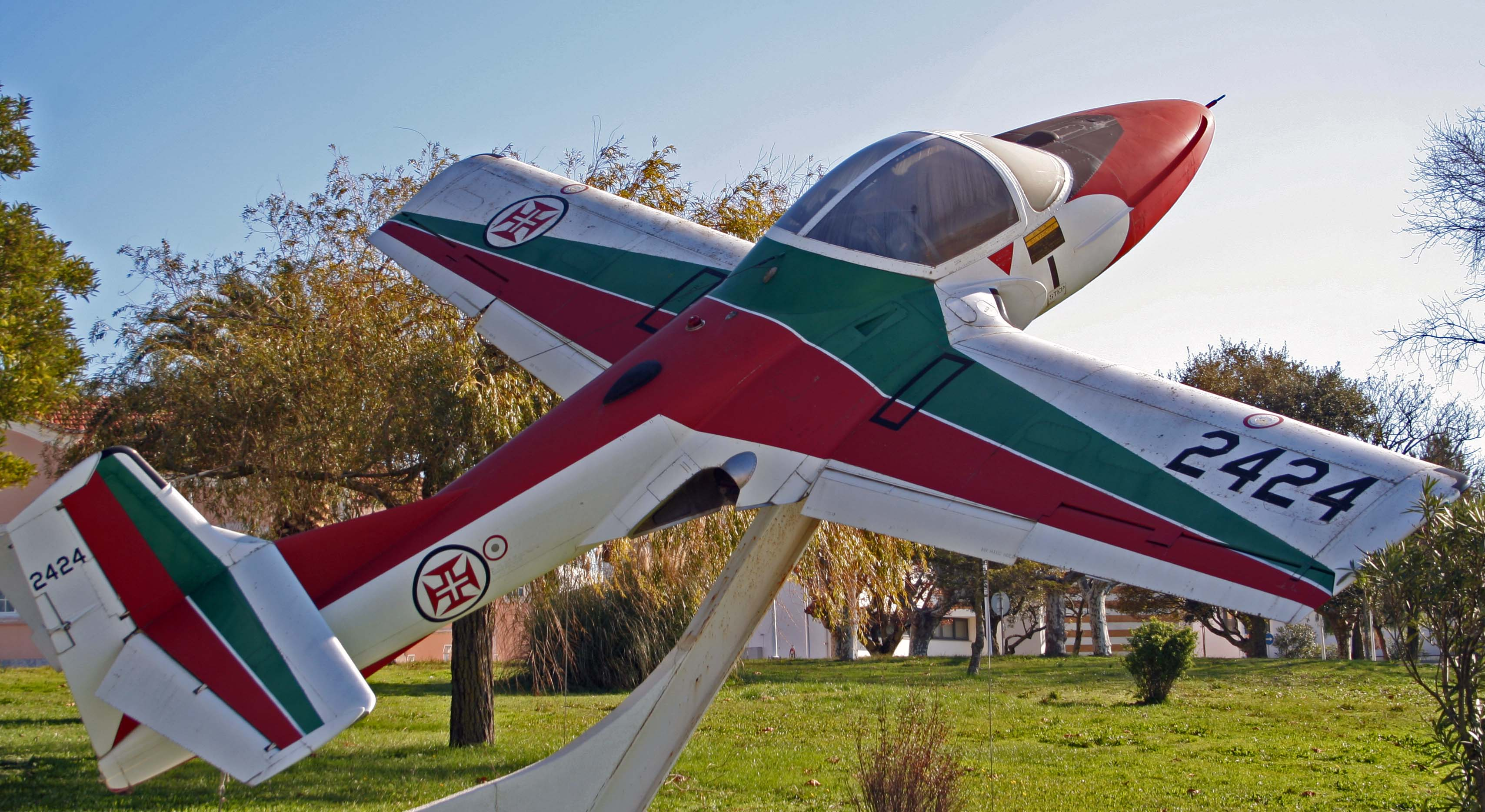
T-37C 2424, pintura Asas de Portugal, preservado na Base Aérea nº1 em Sintra como monumento.

### Produção
A produção do T-37 terminou em 1975 com um total de 1,269 aeronaves construídas, das quais:
- 444 T-37A para a USAF
- 552 T-37B para a USAF
- 273 T-37C para exportação

## Variantes
- T-37A – desde o início que todas as versões do T-37 comungam de uma característica imutável, o estridente barulho provocado pela turbina do motor Continental-Teledyne J69. Este som determinou o seu baptismo oficial como "Tweety Bird" ou simplesmente "tweet".[nota 5] O primeiro T-37A saiu da linha de produção em 3 de Setembro de 1955 e formalmente aceite pela USAF em Junho de 1956, terminou a sua produção ao fim de 444 exemplares construídos no dia 23 de Julho de 1958.[8]
- T-37B – foi de longe a variante mais produzida; difere da anterior principalmente pelo uso do motor Continental-Teledyne J69-T-25 mais potentes que o anterior J69-T-9, este novo motor além de ter um custo operacional mais baixo, tempos de operação sem manutenção mais longos e um ciclo de vida expectável superior, possui também um volume aproximadamente igual ao anterior, dispensando qualquer modificação ao nível da célula. Foram ainda actualizadas as comunicações e o sistema de navegação e o painel de instrumentos foi revisto. Devido à colisão em voo com 133 aves, entre 1965 e 1970, foi adoptado um para-brisas fabricado em policarbonato, capacitado para suster o impacto de uma ave com 1,8 kg contra uma aeronave voando próximo dos 460 km/h.[9]

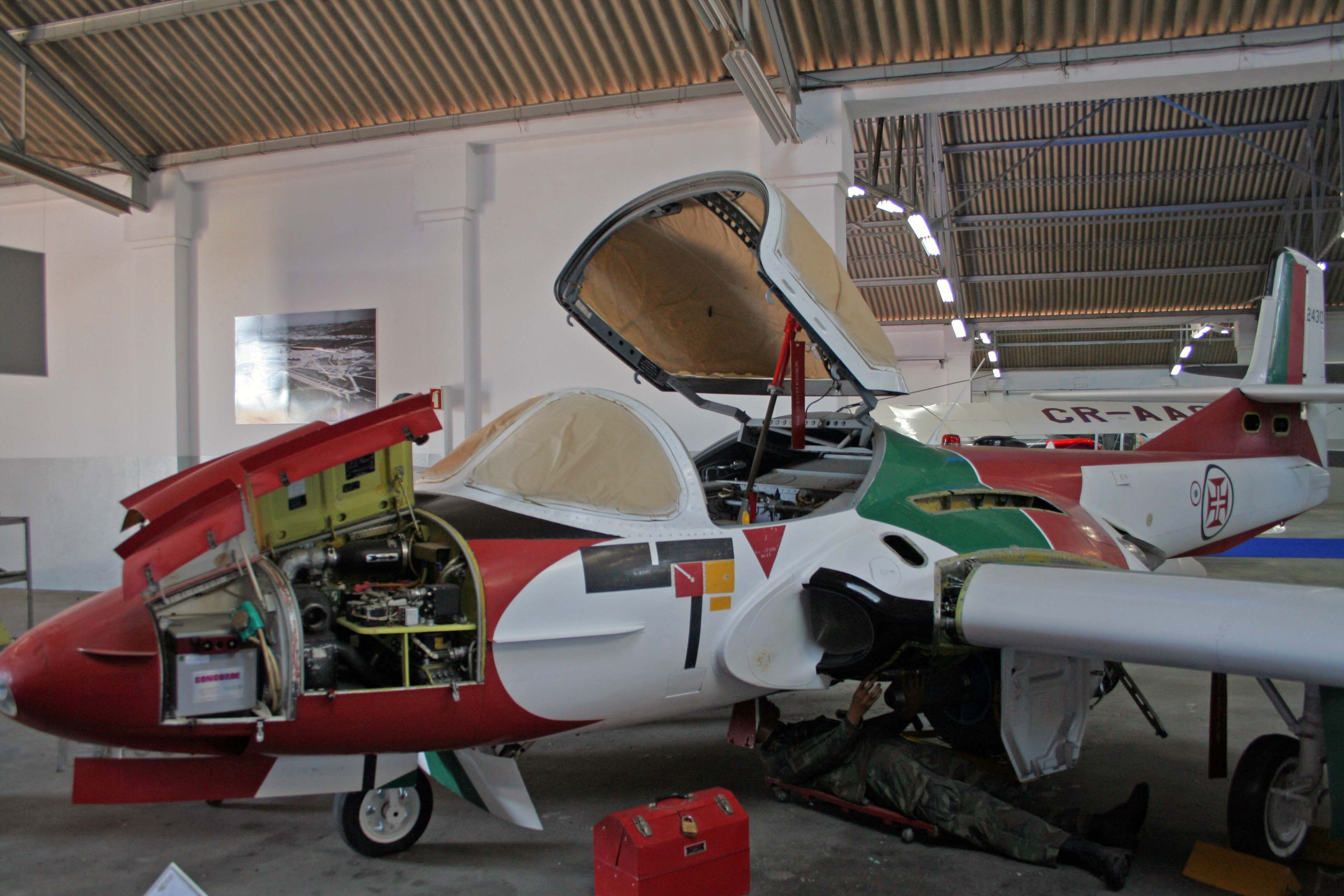
T-37C da FAP exposto no museu do ar, simulando uma operação de manutenção.

- T-37C – no início de 1961 a Cessna começou o desenvolvimento de uma variante armada, destinada a complementar a instrução de pilotagem com a instrução de armamento.  Modificou um T-37B, com as asas mais resistentes aptas a suportar até 115 kg de armamento cada, para o que foram providenciados 2 suportes (um por cada asa), foi ainda criada a capacidade de utilização de depósitos de combustível de 245 litros nas pontas das asas, que podiam ser ejectados em caso de emergência.  Destinados ao mercado de exportação no âmbito da assistência militar estadunidense, nunca foi usado pela Força Aérea Americana.[10]

### Conversões
- JT-37A – conversão permanente de um T-37A, para testes de desenvolvimento.[11]
- YAT-37D – conversão de dois T-37B (62-5950, 62-5951) no ano de 1963, como protótipos de contra insurreição, com motor mais potente, depósitos de combustível na ponta das asas, suportes externos sob as asas destinados a armamento e metralhadora de 7.62 mm no nariz. Posteriormente designados YA-37A.[11]
- AT-37A – conversão de 39 T-37A durante 1966, para protótipos e pré-produção do A-37 Dragonfly.[11]

### Propostas não aceitas
- Cessna Modelo 407 – versão alongada para incorporar mais dois lugares no cockpit, para a função de ligação e transporte executivo, que passava a ser pressurizado e provido de uma porta de acesso do lado esquerdo da fuselagem, os lugares traseiros eram amovíveis para providenciaram espaço extra para bagagem. Um protótipo construído, a Força aérea escolheu o T-39 Sabreliner.[12]
- Proposta de um T-37 com assentos em tandem o qual concorreu ao programa da Marinha TNT (Tandem Navy Trainer), eventualmente ganho pelo North American T-2 Buckeye.[nota 6]

## Utilizadores
Além dos utilizadores militares abaixo descritos, existem pelos menos dois T-37 (e seis A-37 Dragonfly) de propriedade privada registados na Federal Aviation Administration (FAA) e actualmente (2011) a voar.

### Alemanha
A Alemanha adquiriu 47 T-37B, que ficaram nos Estados Unidos, integrados inicialmente na 80ª Esquadra de treino na Base aérea de Williams, Phoenix, para treino das tripulações alemãs. As aeronaves apresentavam a pintura e marcas estadunidenses.

### Bangladesh
Aparentemente foram recebidos em 1996 directamente dos Estados Unidos, um número indeterminado de T-37B. A operaraem no XV esquadrão baseado em Jessore (23° 11' 01" N; 89° 09' 39" E), mantêm a pintura original da USAF. Em 2003 estava dependente de autorização dos Estados Unidos a transferência de 19 T-37C Paquistaneses.
Em dezembro de 2010 estavam operacionais 11 T-37?.

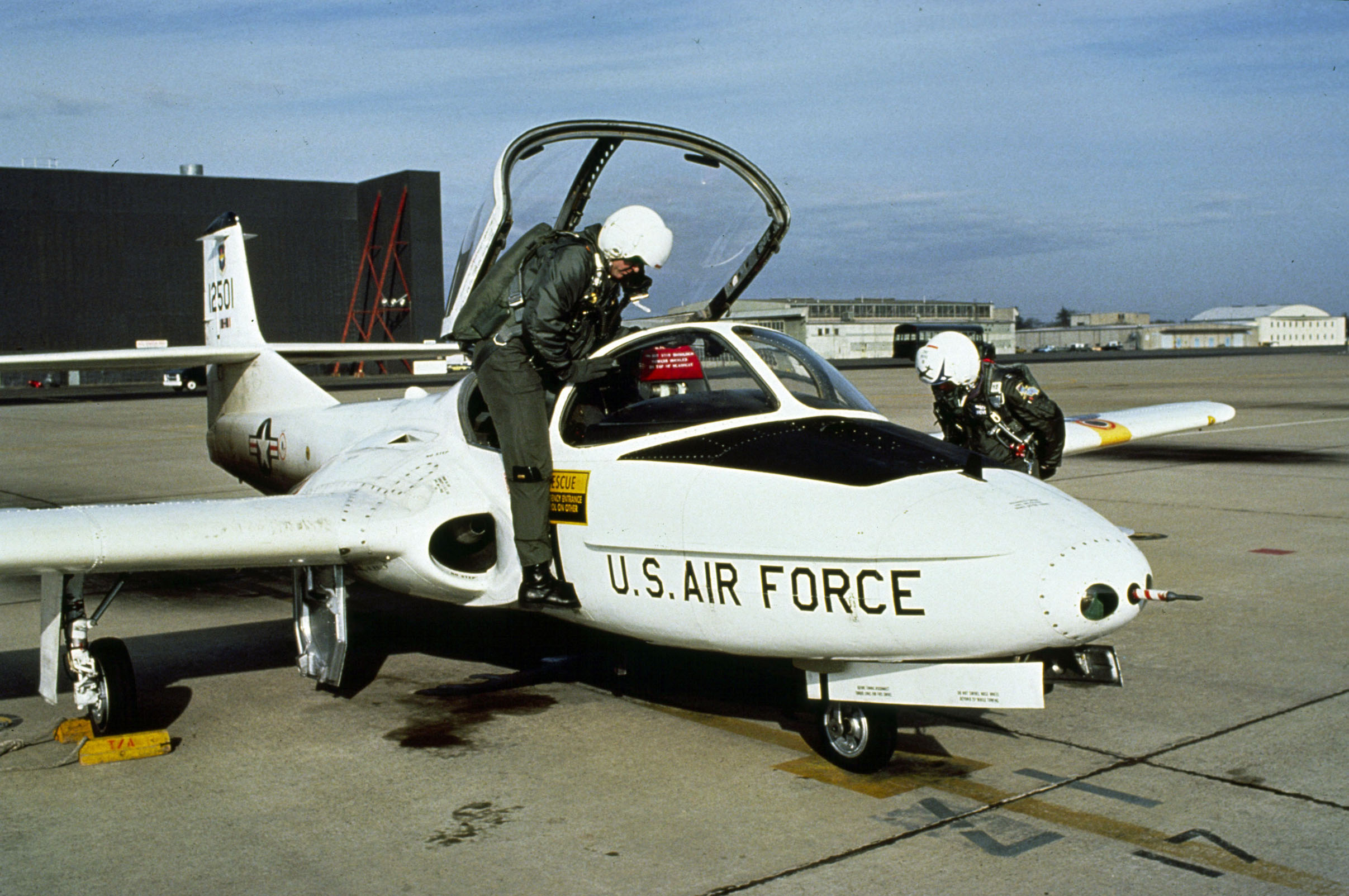
T-37B da USAF algures entre 1955 e 1960.

### Brasil

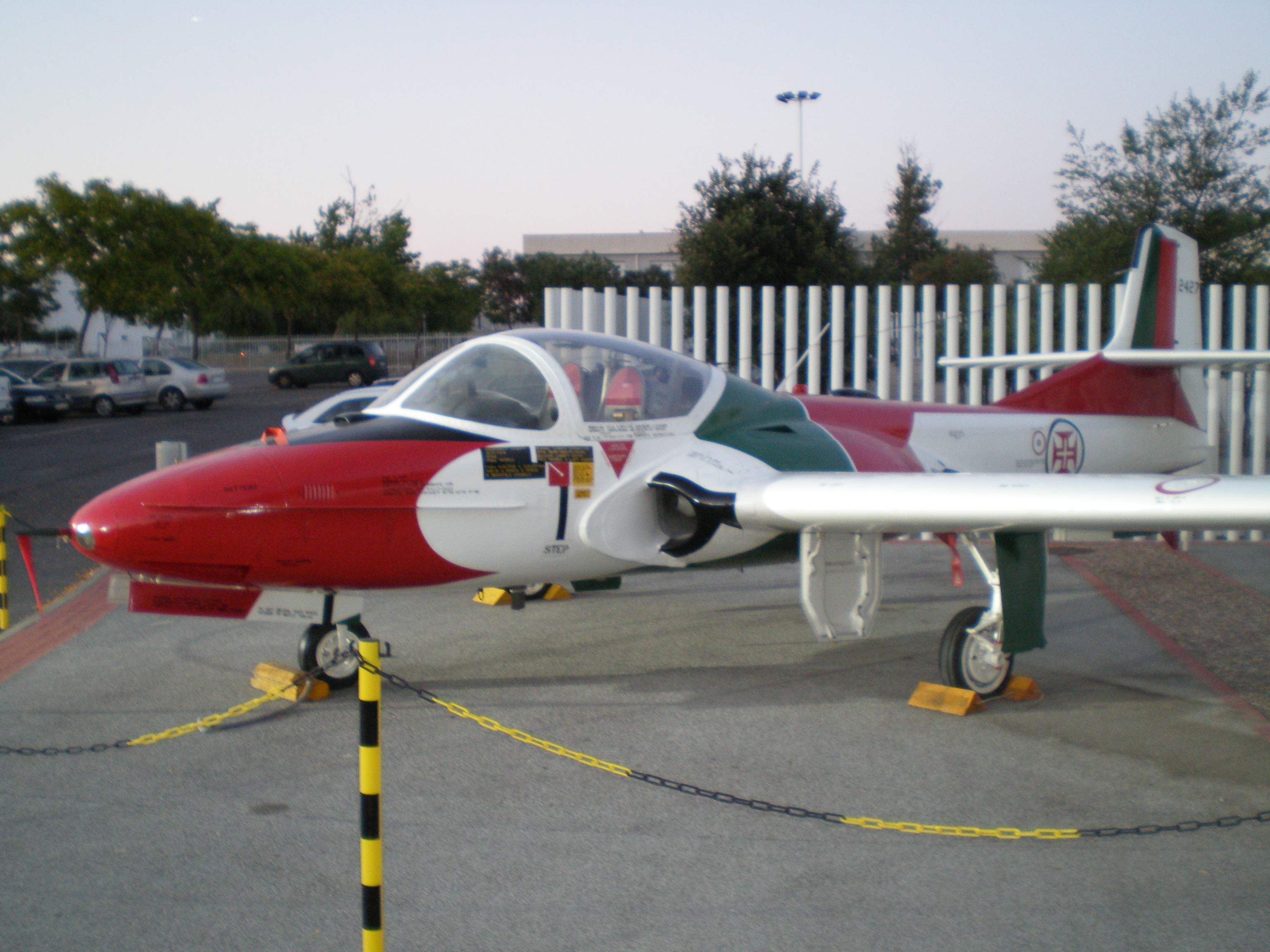
T-37C da FAP, exposto temporariamente em Beja, nas comemorações 55º aniversário da FAP

Consultar Emprego na Força Aérea Brasileira.

### Camboja
Recebeu 4 T-37B ex USAF em Março de 1962.

### Chile
A Força Aérea do Chile, operou 20 T-37B e 12 T-37C, a maioria dos quais atribuídos a "Escuela de Aviacion Capitán Avalos".

### Colômbia
Recebeu, no início de 1960, quatro T-37B e dez T-37C, inicialmente atribuídos à escola de aviação militar em Cali.  Actualmente continuam operacionais no Escuadrón de Combate 116 Tango, Grupo de combate Nº 11, Comando Aéreo de Combate No. 1 (CACOM 1).

### Coreia do Sul
Recebidos originalmente 25 T-37B, posteriormente acrescidos das 30 unidades modelo C comprados ao Brasil em 1981. Foram substituídos a partir do ano 2000 na função de treino básico pelo KAI KT-1 de produção doméstica.

### Equador
Eventualmente terá usado 10 T-37B

### Estados Unidos
A USAF foi o único utilizador do T-37A e operou também toda a produção T-37B. Nunca utilizou o T-37C apenas destinado à exportação e/ou assistência militar.

### Grécia

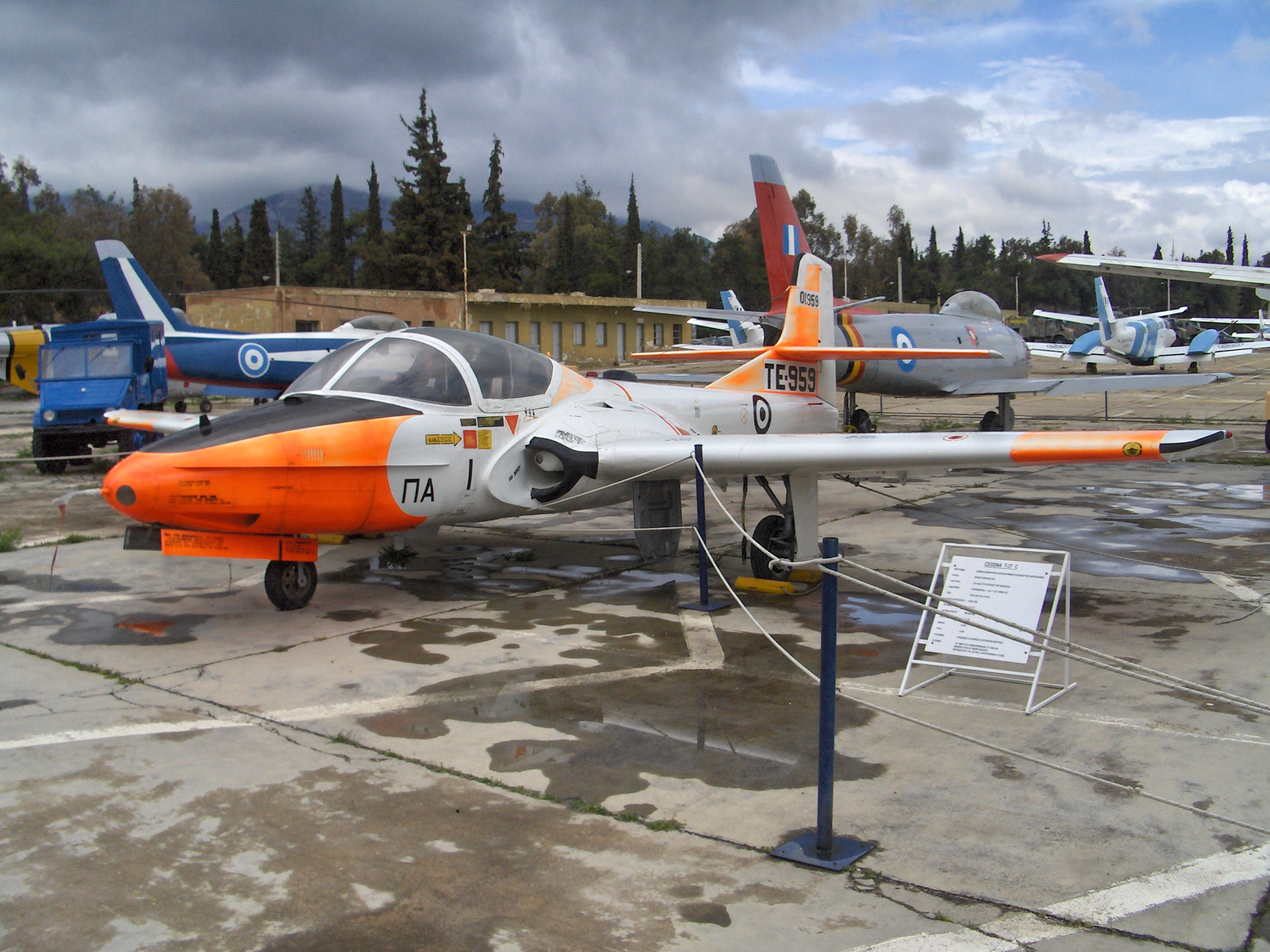
T-37 Grego, exposto no museu da Força Aérea em Atenas

Operou 24 T-37C e 8 T-37B.

### Jordânia
Recebeu 15 T-37B em regime de leasing em 1975, dos quais 9 foram comprados posteriormente.

### Marrocos
Em dezembro de 2010 estavam operacionais os 14 T-37B recebidos em 1995, que serão substituídos durante 2011 por 24 T-6C Texan II.

### Birmânia
Adquiriu 12 T-37C em 1971 e 1972.

### Paquistão
Total de 63 T-37, dos quais 24 T-37B e 39 T-37C foram ou são ainda utilizados.; em dezembro de 2010, estavam operacionais 18 aeronaves.

### Peru
Utilizou 32 T-37B, operados pela escola de oficiais.

### Portugal
Consultar Emprego na Força Aérea Portuguesa.

### Tailândia
Utilizou 10 T-37B recebidos em 1961 e seis T-37C entregues em 1970.

### Turquia
Recebeu uma entrega inicial de 50 T-37, posteriormente foram adicionados mais algumas aeronaves.  Em finais de 2010 estavam operacionais 59 aeronaves.

### Vietname do Sul
Recebidos 24 T-37B que mantiveram os nºs de cauda da USAF, foram utilizados até 1971, quando a base em que operavam em Phan Rang, foi conquistada por forças Norte-Vietnamitas.

### Vietname
Utilizou os T-37B' capturados ao Vietname do Sul.

## Emprego na Força Aérea Brasileira
O Brasil adquiriu 65 aparelhos T-37C. Estas aeronaves foram utilizadas para instrução de voo avançada entre 1968 e 1978, quando começaram a ser substituídos pelo Neiva T-25, devido à  falta de peças de reposição e fadiga do material. Um exemplar (FAB 0922) encontra-se preservado no Museu Aeroespacial.
| FAB                                                            | Nº de Const. | Retirado | Notas                                                          |  | FAB  | Nº de Const. | Retirado | Notas                                                          |
| 0870                                                           | 40957        | 1981     | Vendido à FA da Coreia do Sul 20 de outubro de 1981            |  | 0871 | 40962        | 1976     | Destruído Stª Rita do Passa Quatro (SP), 13 de outubro de 1976 |
| 0872                                                           | 40963        | 1972     | Destruído em Andradas (MG), 28 de julho de 1972                |  | 0873 | 40960        | 1981     | Vendido à FA da Coreia do Sul 20 de outubro de 1981            |
| 0874                                                           | 40965        | 1976     | Destruído em Cordeirópolis (SP), 31 de julho de 1976           |  | 0875 | 40987        | 1981     | Vendido à FA da Coreia do Sul 20 de outubro de 1981            |
| 0876                                                           | 40996        | 1981     | Vendido à FA da Coreia do Sul 20 de outubro de 1981            |  | 0877 | 41001        | 1971     | Destruído Stª Rosa de Viterbo (SP) 19 de outubro de 1971       |
| 0878                                                           | 40999        | 1981     | Vendido à FA da Coreia do Sul 20 de outubro de 1981            |  | 0879 | 41011        | 1969     | Destruído Pirassununga (SP), 20 de outubro de 1969             |
| 0880                                                           | 41010        | 1981     | Vendido à FA da Coreia do Sul 20 de outubro de 1981            |  | 0881 | 41012        | 1981     | Vendido à FA da Coreia do Sul 20 de outubro de 1981            |
| 0882                                                           | 41014        | 1981     | Vendido à FA da Coreia do Sul 20 de outubro de 1981            |  | 0883 | 41016        | 1981     | Vendido à FA da Coreia do Sul 20 de outubro de 1981            |
| 0884                                                           | 41022        | 1970     | Destruído Porto Ferreira (SP), 25 de março de 1970             |  | 0885 | 41021        | 1981     | Vendido à FA da Coreia do Sul 20 de outubro de 1981            |
| 0886                                                           | 41028        | 1981     | Vendido à FA da Coreia do Sul 20 de outubro de 1981            |  | 0887 | 41030        | 1981     | Vendido à FA da Coreia do Sul 20 de outubro de 1981            |
| 0888                                                           | 41032        | 1981     | Vendido à FA da Coreia do Sul 20 de outubro de 1981            |  | 0889 | 41034        | 1970     | Destruído Aguaí (SP), 10 de novembro de 1970                   |
| 0890                                                           | 41036        | 1981     | Vendido à FA da Coreia do Sul 20 de outubro de 1981            |  | 0891 | 41038        | 1973     | Destruído São Carlos (SP), 17 de julho de 1973                 |
| 0892                                                           | 41040        | 1981     | Vendido à FA da Coreia do Sul 20 de outubro de 1981            |  | 0893 | 41042        | 1981     | Vendido à FA da Coreia do Sul 20 de outubro de 1981            |
| 0894                                                           | 41043        | 1981     | Vendido à FA da Coreia do Sul 20 de outubro de 1981            |  | 0895 | 41045        | 1981     | Vendido à FA da Coreia do Sul 20 de outubro de 1981            |
| 0896                                                           | 41048        | 1981     | Vendido à FA da Coreia do Sul 20 de outubro de 1981            |  | 0897 | 41049        | 1981     | Preservado no Museu Aeroespacial (+ Vendido EUA)               |
| 0898                                                           | 41051        | 1981     | Vendido à FA da Coreia do Sul 20 de outubro de 1981            |  | 0899 | 41055        | 1971     | Destruído Paracicaba (SP), 27 de abril de 1971                 |
| 0900                                                           | 41057        | 1977     | Destruído Pirassununga (SP), 31 de maio de 1977                |  | 0901 | 41061        | 1972     | Destruído Fazenda Limoeiro (SP), 15 de março de 1972           |
| 0902                                                           | 41065        | 1981     | Vendido à FA da Coreia do Sul 20 de outubro de 1981            |  | 0903 | 41068        | 1981     | Vendido à FA da Coreia do Sul 20 de outubro de 1981            |
| 0904                                                           | 41070        | 1981     | Vendido à FA da Coreia do Sul 20 de outubro de 1981            |  | 0905 | 41074        | 1981     | Vendido à FA da Coreia do Sul 20 de outubro de 1981            |
| 0906                                                           | 41103        | 1981     | Vendido à FA da Coreia do Sul 20 de outubro de 1981            |  | 0907 | 41108        | 1981     | Vendido à FA da Coreia do Sul 20 de outubro de 1981            |
| 0908                                                           | 41110        | 1972     | Destruído Stª Rita do Passa Quatro (SP), 13 de outubro de 1972 |  | 0909 | 41112        | 1981     | Vendido à FA da Coreia do Sul 20 de outubro de 1981            |
| 0910                                                           | 41174        | 1981     | Vendido à FA da Coreia do Sul 20 de outubro de 1981            |  | 0911 | 41177        | 1970     | Destruído em Rio Claro (SP), 14 de outubro de 1970             |
| 0912                                                           | 41178        | 1981     | Vendido à FA da Coreia do Sul 20 de outubro de 1981            |  | 0913 | 41180        | 1971     | Destruído Natal (RN), 10 de julho de 1971                      |
| 0914                                                           | 41183        | 1972     | Destruído Natuba (PB), 13 de junho de 1972                     |  | 0915 | 41184        | 1977     | Destruído Pirassununga (SP), 26 de julho de 1977               |
| 0916                                                           | 41187        | 1971     | Destruído Natal (RN), 10 de julho de 1971                      |  | 0917 | 41188        | 1981     | Vendido à FA da Coreia do Sul 20 de outubro de 1981            |
| 0918                                                           | 41191        | 1981     | Vendido à FA da Coreia do Sul 20 de outubro de 1981            |  | 0919 | 41193        | 1981     | Vendido à FA da Coreia do Sul 20 de outubro de 1981            |
| 0920                                                           | 41195        | 1981     | Vendido à FA da Coreia do Sul 20 de outubro de 1981            |  | 0921 | 41196        | 1981     | Vendido à FA da Coreia do Sul 20 de outubro de 1981            |
| 0922                                                           | 41212        | 1981     | Preservado Museu Aeroespacial (RJ)                             |  | 0923 | 41213        | 1981     | Vendido à FA da Coreia do Sul 20 de outubro de 1981            |
| 0924                                                           | 41214        | 1972     | Destruído Vera Cruz (RN), 10 de abril de 1972                  |  | 0925 | 41215        | 1981     | Vendido à FA da Coreia do Sul 20 de outubro de 1981            |
| 0926                                                           | 41216        | 1973     | Destruído Araras (SP), 4 de abril de 1973                      |  | 0927 | 41217        | 1981     | Vendido à FA da Coreia do Sul 20 de outubro de 1981            |
| 0928                                                           | 41218        | 1981     | Vendido à FA da Coreia do Sul 20 de outubro de 1981            |  | 0929 | 41219        | 1977     | Destruído Pirassununga (SP), 4 de agosto de 1977               |
| 0930                                                           | 41222        | 1981     | Vendido à FA da Coreia do Sul 20 de outubro de 1981            |  | 0931 | 41221        | 1981     | Em 1991 Escola de Especialistas de Aeronáutica (preservado?)   |
| 0932                                                           | 41222        | 1981     | Vendido à FA da Coreia do Sul 20 de outubro de 1981            |  | 0933 | 41223        | 1981     | Vendido à FA da Coreia do Sul 20 de outubro de 1981            |
| 0934                                                           | 41224        | 1981     | Vendido à FA da Coreia do Sul 20 de outubro de 1981            |  |      |              |          |                                                                |
| Nota: FA da Coreia do Sul = Força Aérea da República da Coreia |              |          |                                                                |  |      |              |          |                                                                |

## Emprego na Força Aérea Portuguesa
A Força Aérea Portuguesa recebeu 30 T-37C, em 1963, dos quais 18 ao abrigo do programa estadunidense de assistência militar.
Colocados na Base Aérea Nº 1 em Sintra Foram retirados do inventário em 8 de agosto de 1992, após a investigação ao último avião acidentado ter concluído que o mesmo ocorreu devido a problemas estruturais.
| FAP                                                     | Nº de Serie | Chegada | Retirado | Notas                                               |  | FAP  | Nº de Serie | Chegada | Retirado | Notas                                                  |
| 2401                                                    | 62-5926     | 1963    | 1992     | Armazenado CFMFA ex BA2, Ota                        |  | 2402 | 62-5927     | 1963    | 1992     | Armazenado DGMFA, Alverca                              |
| 2403                                                    | 62-5928     | 1963    | 1992     | Armazenado DGMFA, Alverca                           |  | 2404 | 62-5929     | 1963    | 1992     | Armazenado DGMFA, Alverca                              |
| 2405                                                    | 62-5930     | 1963    |          | Destruído na Lagoa de Albufeira, 17 de Maio de 1968 |  | 2406 | 62-5931     | 1963    | 1992     | Armazenado DGMFA, Alverca                              |
| 2407                                                    | 62-5932     | 1963    | 1992     | Armazenado CFMFA ex BA2, Ota                        |  | 2408 | 62-5933     | 1963    |          | Destruído no Rio Sado (Setúbal), em 19 de Maio de 1965 |
| 2409                                                    | 62-5934     | 1963    |          | Destruído em Santa Cruz, 3 de Setembro de 1964      |  | 2410 | 62-5935     | 1963    | 1992     | Exposto no Aeródromo Municipal da Maia                 |
| 2411                                                    | 62-5936     | 1963    | 1992     | Exposto no DGMFA Alverca                            |  | 2412 | 62-5937     | 1963    | 1992     | Exposto na Escola Secundária de Alverca                |
| 2413                                                    | 62-5938     | 1963    |          | Destruído no Lourel (Sintra), em Junho de 1975      |  | 2414 | 62-5939     | 1963    | 1992     | Armazenado CFMFA ex BA2, Ota                           |
| 2415                                                    | 62-5940     | 1963    |          | Destruído em Sintra, 9 de Janeiro de 1990           |  | 2416 | 62-5941     | 1963    |          | Destruído no Tejo (Alverca), 16 de Maio de 1964        |
| 2417                                                    | 62-5942     | 1963    | 1992     | Cedido à Univ. da Beira Interior, Covilhã           |  | 2418 | 62-5943     | 1963    |          | Destruído em Berigel, Beja 5 de Novembro de 1986       |
| 2419                                                    | 62-5944     | 1963    | 1992     | Armazenado na BA 10 Beja                            |  | 2420 | 62-5945     | 1963    | 1992     | Exposto no Museu do Ar                                 |
| 2421                                                    | 62-5946     | 1963    | 1992     | Armazenado DGMFA, Alverca                           |  | 2422 | 62-5947     | 1963    | 1992     | Exposto como monumento em Mirandela                    |
| 2423                                                    | 62-5948     | 1963    | 1992     | Exposto como monumento em Alcafozes                 |  | 2424 | 62-5949     | 1963    | 1992     | Exposto como monumento em Sintra                       |
| 2425                                                    | 62-12496    | 1964    | 1992     | Armazenado DGMFA, Alverca                           |  | 2426 | 62-12497    | 1964    | 1992     | Armazenado DGMFA, Alverca                              |
| 2427                                                    | 62-12498    | 1964    | 1992     | Armazenado DGMFA, Alverca                           |  | 2428 | 62-12499    | 1964    | 1992     | Armazenado DGMFA, Alverca                              |
| 2429                                                    | 62-12500    | 1964    | 1992     | Exposto na BALUM                                    |  | 2430 | 62-12501    | 1964    | 1992     | Armazenado DGMFA, Alverca                              |
| Nota: DGMFA = Depósito Geral de Material da Força Aérea |             |         |          |                                                     |  |      |             |         |          |                                                        |

## Especificações
Compilação de dados para o T-37B excepto quando assinalado:
- Tripulação: 2 (aluno e instrutor)
- Comprimento: 8,92 metros
- Envergadura: 10,35 m
- Altura: 2,80 m
- Área alar: 17,08 m²
- Peso vazio: 1 840 kg/1,755 kg (T-37C)
- Peso máximo à descolagem: 2 981 kg/2,995 kg (T-37C)
- Velocidade máxima (nível do mar): 684 km/h
- Alcance de travessia: 1 500 km/1 775 km (T-37C, com depósitos externos)
- Tecto de serviço: 11 950 m
- Taxa de subida inicial: 1 027 m/min

### Armamento
Apenas a versão de exportação T-37C, capacitada para transportar até um máximo de 230 kg de vários tipos de armamento, como duas metralhadoras de calibre 12,5 mm ou foguetes de 2.75 polegadas, ou bombas de queda livre de treino, se necessário estava habilitado ao transporte e disparo do míssil AIM-9 Sidewinder. Cumulativamente podia se montada uma câmara KA-20 ou KA-10A, para visionamento da eficácia do tiro.